# Comuna de Serock
Serock (polaco: Gmina Serock) é uma gminy (comuna) na Polónia, na voivodia de Mazóvia e no condado de Legionowski. A sede do condado é a cidade de Serock.
De acordo com os censos de 2007, a comuna tem 11 240 habitantes, com uma densidade 103,2 hab/km².

## Área
Estende-se por uma área de 108,96 km², incluindo:
- área agrícola: 57%
- área florestal: 20%

## Demografia
Dados de 31 de Dezembro de 2007:
|                      | Total   | Total | Mulheres | Mulheres | Homens  | Homens |
| -------------------- | ------- | ----- | -------- | -------- | ------- | ------ |
|                      | pessoas | %     | pessoas  | %        | pessoas | %      |
| População            | 11 240  | 100   | 5714     | 50,8     | 5526    | 49,2   |
| Densidade (pop./km²) | 103,2   | 100   | 50,8     | 50,8     | 49,2    | 49,2   |

De acordo com dados de 2002, o rendimento médio per capita ascendia a 1677,59 zł.

## Comunas vizinhas
- Nasielsk, Nieporęt, Pokrzywnica, Pomiechówek, Radzymin, Somianka, Wieliszew, Winnica, Zatory